# Annie (film, 2014)
Pour les articles homonymes, voir Annie.
Pour plus de détails, voir Fiche technique et Distribution.
Annie est une comédie musicale américaine coproduite, écrite et réalisée par Will Gluck sortie en 2014.
Il s'agit d'une nouvelle adaptation de Little Orphan Annie après le film de 1982 et le téléfilm de 1999.

## Synopsis
Au sein du Bronx, la petite Annie, une enfant placée joyeuse et décidée vit chez Mademoiselle Hannigan, une ancienne chanteuse qui a vu sa carrière se terminer avant même qu'elle ne commence, la rendant amère et méchante. Comme tous les vendredis, Annie a un petit rituel : se rendre devant le restaurant où ses parents l'ont abandonnée étant enfant, dans le but de les retrouver. Par un étrange concours de circonstances, Annie est sauvée in extremis par Will Stacks, un milliardaire candidat à la mairie de New York, après qu'Annie a trébuché, manquant peu de se faire écraser par une voiture. Voyant une occasion en or de faire monter les points dans les sondages de vote en faveur de Will Stacks, Guy, le directeur de la campagne, propose à ce dernier dans un premier temps d'inviter Annie à un brunch, mais également que Stacks héberge temporairement Annie chez lui. 
Au cours des premiers jours, Will Stacks se montre un peu déconcerté et peu habitué à la présence d'une enfant telle qu'Annie, mais la seule chose qui le préoccupe est sa campagne à la mairie. 
Mais Stacks s'attache rapidement à la petite fille, du fait de sa personnalité joyeuse mais également des moments drôles qu'il partage avec son assistante Grace et Annie. Cependant, l'envie de la petite fille de retrouver ses parents biologiques demeure plus forte que tout.
Au cours d'un gala, Will Stacks est choqué d'apprendre qu'Annie ne sait pas lire. Du point de vue de Guy, il ne reste plus beaucoup de temps avant les élections, et comme son supérieur passe plus de temps avec la petite fille et qu'il néglige sa campagne, Guy élabore un plan. Il se rend chez Mademoiselle Hannigan où ils décident de recruter deux personnes pour qu'ils se fassent passer pour les parents d'Annie afin d'éloigner cette dernière de Stacks, en échange d'une bonne somme d'argent. 
Quelques jours plus tard, Annie apprend que ses parents ont été retrouvés. Comme convenu, ils se rencontrent au restaurant où elle avait été abandonnée quelques années plus tôt. La réadoption est officialisée mais au cours du processus, Mademoiselle Hannigan apprend à la suite d'une conversation avec Stacks qu'Annie a toujours admiré Mademoiselle Hannigan. Elle apprend également la vérité sur le plan de Guy. En effet, les deux "parents" doivent  garder pendant quelque temps la petite Annie avant de l'abandonner dans un poste de police. N'étant pas au courant de cette partie du plan et ayant pris conscience de cela, Mademoiselle Hannigan est prise de remords, et elle avoue tout à Will Stacks, mais trop tard : les "parents" d'Annie sont déjà partis avec la petite. Au cours du trajet, Annie se rend compte que les deux adultes ne sont pas ses parents et une course poursuite se déroule à travers New York. La fausse mère d'Annie lui dit qu'ils travaillent pour Stacks et qu'elle n'a été qu'une opportunité pour ce dernier d'attirer les votes des New-Yorkais en se faisant passer pour un bon samaritain. 
Lorsque la police parvient à arrêter les deux individus, Annie tente de s'enfuir de Stacks, mais ce dernier lui explique depuis tout le début. En effet, il voyait cette dernière comme une opportunité d'attirer le vote des New-Yorkais, mais au fil des jours, il s'est attaché à la petite fille. Annie ne le croyant pas, il fait une déclaration à la presse annonçant le retrait de sa candidature à la mairie de New-York. Finalement, Will adopte officiellement Annie et devient son père adoptif.

## Fiche technique
- Titre original : Annie
- Réalisation : Will Gluck
- Scénario : Aline Brosh McKenn, Will Gluck et Emma Thompson d'après la comédie musicale de Thomas Meehan et le comic strip d'Harold Gray
- Direction artistique : Marcia Hinds
- Décors : Marcia Hinds
- Costumes : Renee Ehrlich Kalfus
- Montage : Tia Nolan
- Musique : Greg Kurstin
  - Chansons tirées de Annie écrites par Charles Strouse et  Martin Charnin
  - Chansons originales : Greg Kurstin et Sia
- Photographie : Michael Grady
- Production : Jay Brown, Will Gluck, Jay-Z, James Lassiter, Jada Pinkett Smith, Tyran Smith et Will Smith
- Sociétés de production : Marcy Media, Overbrook Entertainment et Sony Pictures Entertainment
- Société de distribution :  Columbia Pictures,  Sony Pictures Releasing France
- Budget : 65 millions de dollars[1]
- Pays d’origine : États-Unis
- Langue originale : anglais
- Genre : comédie musicale
- Durée : 118 minutes
- Dates de sortie[2] :
  -  États-Unis : 19 décembre 2014
  -  France : 25 février 2015

## Distribution
- Quvenzhané Wallis (VF : Clara Quilichini) (dialogues) - Mina Della Valle (chant)) : Annie Bennett
- Jamie Foxx (VF : Jean-Baptiste Anoumon (dialogues) - Christian Doualla-Etingue aka Jazzy SoulFlavor(chant)) : Will Stacks
- Rose Byrne (VF : Emmanuelle Pailly) : Grace Farrell
- Bobby Cannavale (VF : Gilles Morvan) : Guy
- Adewale Akinnuoye-Agbaje (VF : Frantz Confiac) : Nash
- David Zayas (VF : Enrique Carballido) : Lou
- Cameron Diaz (VF : Barbara Tissier - Audrey Botbol (renfort chant)) : Miss Hannigan
- Zoe Margaret Colletti (VF : Jaynelia Coadou) : Tessie
- Nicolette Pierini (en) (VF : Coralie Thuilier) : Mia Putnam
- Eden Duncan-Smith (VF : Maya Constantin) : Isabella
- Amanda Troya (VF : Lisa Caruso) : Pepper
- Stephanie Kurtzuba (VF : Alexia Lunel) : Mme Kovacevic
- Peter Van Wagner : Harold Gray
- Dorian Missick (en) (VF : Namakan Koné) : le père d'Annie
- Tracie Thoms (VF : Annie Milon) : la mère d'Annie
- Mike Birbiglia (VF : Jean Rieffel) : l'inspecteur sanitaire
- Ray Iannicelli (VF : Michel Voletti) : le serveur du Domani
- Derrick Baskin (en) (VF : Christophe Peyroux) : le faux père d'Annie qui auditionne
- Pernell Walker (VF : Véronique Alycia) : la fausse mère d'Annie qui auditionne

Caméos
- Patricia Clarkson : la femme du groupe Focus
- Michael J. Fox (VF : Luq Hamet) : lui-même
- Mila Kunis (VF : Marjorie Frantz) : Andrea Alvin
- Ashton Kutcher (VF : Adrien Antoine) : Simon Goodspeed
- Shilpa Shetty : elle-même
- Bobby Moynihan : l'homme du bar
- Rihanna (VF : Claire Morin) : Moon Goddess
- Scarlett Benchley (VF : Anne Tilloy) : Sakana (Fish Goddess)
- Sia Furler : la femme du refuge animalier
Version française
  - Société de doublage : Dubbing Brothers
  - Direction artistique : Valérie Siclay
  - Adaptation des dialogues : Sylvie Caurier
  - Direction musicale et adaptation des chansons : Georges Costa

 Source et légende : version française (VF) sur RS Doublage et selon le carton du doublage français sur le DVD zone 2.

## Chansons
- Peut-être bien (Maybe) - Annie et les orphelines
- C'est une vie d'esclave (It's the Hard Knock Life) - Annie et les orphelines
- Le Bonheur (Tomorrow) - Annie
- Je sens que j'aimerais cet endroit (I Think I’m Gonna Like It Here) - Annie et Grace
- Les Pisseuses ou Les Fillettes[4] (Little Girls) - Miss Hannigan
- New York City (The City’s Yours) - Will Stacks et Annie
- Opportunité (Opportunity) - Annie
- La Grande Vie (Easy Street) - Guy et Miss Hannigan
- Où est mon âme ? (Who Am I?) - Miss Hannigan, Will Stacks et Annie
- J'ai une grande attirance pour vous (I Don’t Need Anything But You) - Will Stacks, Annie et Grace
- Le Bonheur (Tomorrow) (reprise) - Tout le monde

## Production

### Développement
Dans les années 1920, Harold Gray créé le comic strip Little Orphan Annie, qui est publié pour la première fois le 5 août 1924 dans le New York Daily News. À la fin des années 1970, Thomas Meehan, Charles Strouse et Martin Charnin écrivent la comédie musicale Annie, qui est jouée à l'Alvin Theatre de Broadway à partir du 21 avril 1977. En 1982 sort le film Annie réalisé par John Huston, qui porte à l'écran la comédie musicale.
Entre-temps, un téléfilm vit le jour en 1999 (Annie).
Lorsqu'un projet de nouvelle adaptation est envisagé, Ryan Murphy, célèbre pour être le créateur des séries télévisées Nip/Tuck et Glee, est pressenti pour réaliser le film.

### Casting
Pour le rôle de Will Stacks, le nom de Justin Timberlake a été évoqué, avant que Jamie Foxx soit choisi, de même que Sandra Bullock pour celui de Miss Hannigan (finalement tenu par Cameron Diaz).
Le rôle d'Annie devait initialement revenir à Willow Smith, la fille de Jada Pinkett Smith et Will Smith (qui produisent le film). Elle est cependant jugée trop âgée et est remplacée par Quvenzhané Wallis.

### Tournage
Le tournage s'est déroulé à New York aux États-Unis.

### Bande originale
La bande originale du film est produite par Greg Kurstin, qui a notamment collaboré avec Sia pour ré-arranger trois morceaux tirés de la comédie musicale Annie ("I Think I’m Gonna Like It Here", "You're Never Fully Dressed Without a Smile" et "Little Girls") et pour écrire des titres inédits ("Opportunity", "Who Am I" et "Moonquake Lake"),  .
Liste des titres
1. "Overture"
2. "Maybe" – Quvenzhané Wallis, Zoe Margaret Colletti, Nicolette Pierini, Eden Duncan-Smith & Amanda Troya
3. "It's the Hard Knock Life" – Quvenzhané Wallis, Zoe Margaret Colletti, Nicolette Pierini, Eden Duncan-Smith & Amanda Troya
4. "Tomorrow" – Quvenzhané Wallis
5. "I Think I’m Gonna Like It Here" – Quvenzhané Wallis & Rose Byrne
6. "You're Never Fully Dressed Without a Smile" – Sia
7. "Moonquake Lake" – Sia & Beck
8. "Little Girls" – Cameron Diaz
9. "The City’s Yours" – Jamie Foxx & Quvenzhané Wallis
10. "Opportunity" – Quvenzhané Wallis
11. "Easy Street" – Bobby Cannavale & Cameron Diaz
12. "Who Am I?" – Cameron Diaz, Jamie Foxx & Quvenzhané Wallis
13. "I Don’t Need Anything But You" – Jamie Foxx, Quvenzhané Wallis & Rose Byrne
14. "Tomorrow" (Reprise)
15. "Opportunity"– Sia
Titres bonus - édition deluxe exclusive Target
16. "Something Was Missing" - Jamie Foxx
17. "Cut to the Chase"

## Sortie
Le 27 novembre 2014, à la suite du piratage de Sony Pictures Entertainment, Annie est l'un des films piratés et dévoilés sur Internet, quelques semaines avant sa sortie américaine.

### Critique
Aux États-Unis, le film reçoit globalement des critiques assez mauvaises. Il ne totalise que 27 % d'opinions favorables sur l'agrégateur Rotten Tomatoes, pour 133 critiques recensées. Sur Metacritic, le film obtient la moyenne de 33/100, pour 38 critiques.

### Box-office
Pour son premier week-end d'exploitation aux États-Unis, le film enregistre 15 861 939 $ de recettes. Au 10 janvier 2015, le film totalise 91 418 050 $ de recettes mondiales, dont 74 518 050 $ en Amérique du Nord.

## Distinctions

### Nominations
- Critics' Choice Movie Awards 2015 : meilleur espoir pour Quvenzhané Wallis
- Golden Globes 2015 :
  - Meilleure actrice dans un film musical ou une comédie pour Quvenzhané Wallis
  - Meilleure chanson originale pour Opportunity interprétée par Sia